# Jochen Petersdorf
Jochen Petersdorf (* 12. Oktober 1934 in Liegnitz, Niederschlesien; † 18. März 2008 in Berlin) war ein deutscher Satiriker.

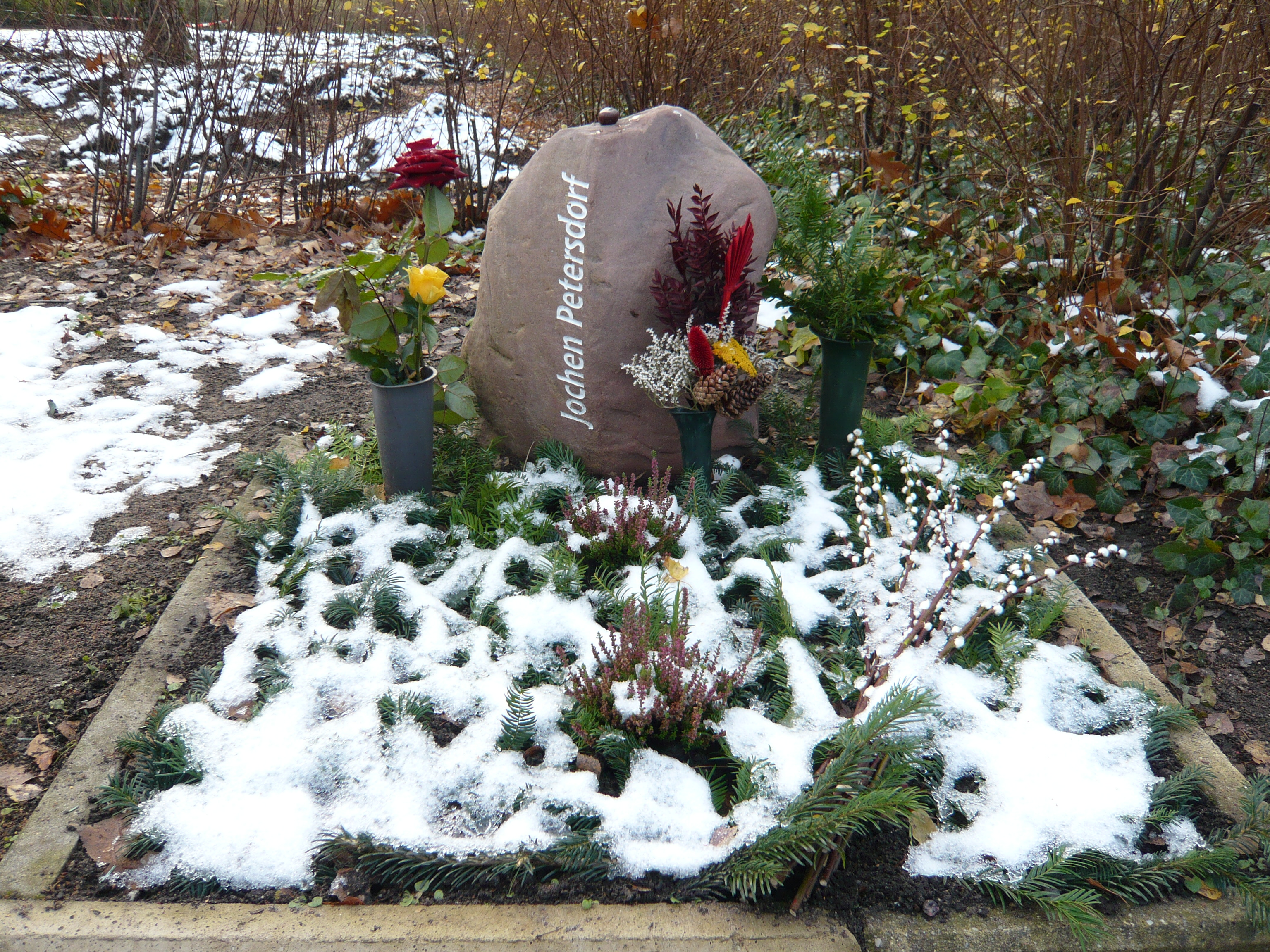
Grabstelle auf dem Zentralfriedhof Friedrichsfelde

## Leben
Nach seinem Journalistikstudium in Leipzig (1954–1958) wurde Petersdorf Zeitungsredakteur. Von 1960 bis 1986 war er bei der Berliner Satirezeitschrift Eulenspiegel tätig, wo er gemeinsam mit Johannes Conrad die Funzel-beilage entwickelte, das „Abendblatt für trübe Stunden“, dem Nonsens verpflichtet. Er erreichte auch als Autor des Eulenspiegel-Verlags mit seinen Funzelbüchern ein Millionenpublikum. Später bereicherte er die Fernsehwelt u. a. zur Weihnachtszeit mit seinen Auftritten in der Unterhaltungssendung Zwischen Frühstück und Gänsebraten, in der er seine modernen Märchen vorlas. Darin parodierte Petersdorf klassische Märchen, indem er zahlreiche Bezüge zum Alltag in der DDR herstellte. Nach 1986 arbeitete er als freischaffender Autor, wobei ihm seine Leser auch nach dem Ende der DDR treu blieben. Im Jahr 1997 wurde erstmals das Dicke Petersdorf-Buch herausgegeben, welches mehrere Auflagen erlebte. Sein letztes Buch Man wird doch mal fragen dürfen erschien kurz vor seinem Tode. Jochen Petersdorf starb nach langer schwerer Krankheit in Berlin. Sein Grab befindet sich in der Reihe Künstlergräber auf dem Zentralfriedhof Friedrichsfelde.
Petersdorfs jüngerer Bruder ist der Sportfunktionär Klaus Petersdorf.

## Werke
- Rotkäppchen und andere Märchen für Erwachsene. Eulenspiegel, Berlin 2016, ISBN 978-3-359-01721-9.
- Eine Funzel hat noch Licht. Eulenspiegel, Berlin 2017, ISBN 978-3-359-01346-4.
- Es trifft immer nur die Kleinen. Eulenspiegel, Berlin 2019, ISBN 978-3-359-01165-1.
- Weihnachtsmärchen. Zwischen Frühstück und Gänsebraten. Eulenspiegel, Berlin 2014, ISBN 978-3-359-01135-4. (CD, gelesen von Peter Bause)
- Das dicke Petersdorf-Buch. Eulenspiegel, Berlin 1997, ISBN 3-359-00906-1.